# Tzvetelina Dobreva
Tzvetelina Georgieva Dobreva (en búlgaro: Цветелина Георгиева Добрева; n. 31 de enero de 1976, Pétrich), más conocida simplemente como Tzvetelina, es una popular cantante búlgara de turbo-folk y chalga. Su hermana mayor, Ekstra Nina, también es cantante.

## Biografía
Tzvetelina nació el 31 de julio de 1976 en la ciudad de Pétrich, al sur de Bulgaria, aunque ha vivido y vive actualmente en la ciudad de Varna. Sus primeros pasos en el mundo de la música, los dio con el coro infantil "Kitka cvete", gracias al cual, la joven Tzvetelina aparece por primera vez en televisión, aunque habría que esperar hasta mediados de los años 1990 para que comenzara a interesarse por una carrera musical.

## Carrera profesional
En 1996, la cantante firma un contrato con la prestigiosa discográfica Payner Music y conoce a los productores : Lenko Draganov y Radoslav Petrov, este último, conocido como Rado Šiširkata, es una leyenda del turbo-folk búlgaro, que introdujo a Tzvetelina de lleno en la industria discográfica búlgara, ese mismo año, la cantante grabaría dos de sus canciones más exitosas: "Sto mercedesa" y "Smenih ljubovta za pesenta", que irían incluidos en su primer álbum, titulado; Smenih ljubovta.
En 1998, la cantante se consagra definitivamente en el panorama musical búlgaro gracias a su segundo álbum, Cvete da Sam, cuyo éxito más conocido es el sencillo que da título al álbum. Desde entonces hasta el éxito de Tzvetelina ha sido muy importante, sus trabajos posteriores serían Zdrave da e en 1999 y Njama da e vse taka, en el año 2000, de los cuales, el último sería el más exitoso de su carrera y además gracias a este fue galardonada con un premio de la revista Nov Folk, a la mejor intérprete.
En agosto de 2001, la cantante, tras participar en el festival Pirin folk, anuncia su decisión de abandonar Payner Music y creó su propio sello discográfico Tzvetelina Music con la cual ha publicado sus tres últimos álbumes.

## Discografía
- Smenih ljubovta za pesenta 1997
- Cvete da sâm 1998
- Zdrave da e 1999
- Njama da e vse taka 2000
- Sin si imam 2002
- Ljubovta e kato sjanka 2004
- Ništo ne e slučajno 2007
- Vrâštane kâm korenite 2015

## Singles no incluidos en ningún álbum
- Malkata nežna žena 1996
- Njama ja radostta 1996
- Načertana sâdba 1996
- Varna, grad mečta 1996
- Telefoni 1997
- Kaži momče 1997
- Černo BMV 1997
- Nedostâpen 2006
- Njama 6-5 2008

## DVD
- Tzvetelina 2000